# Tinia

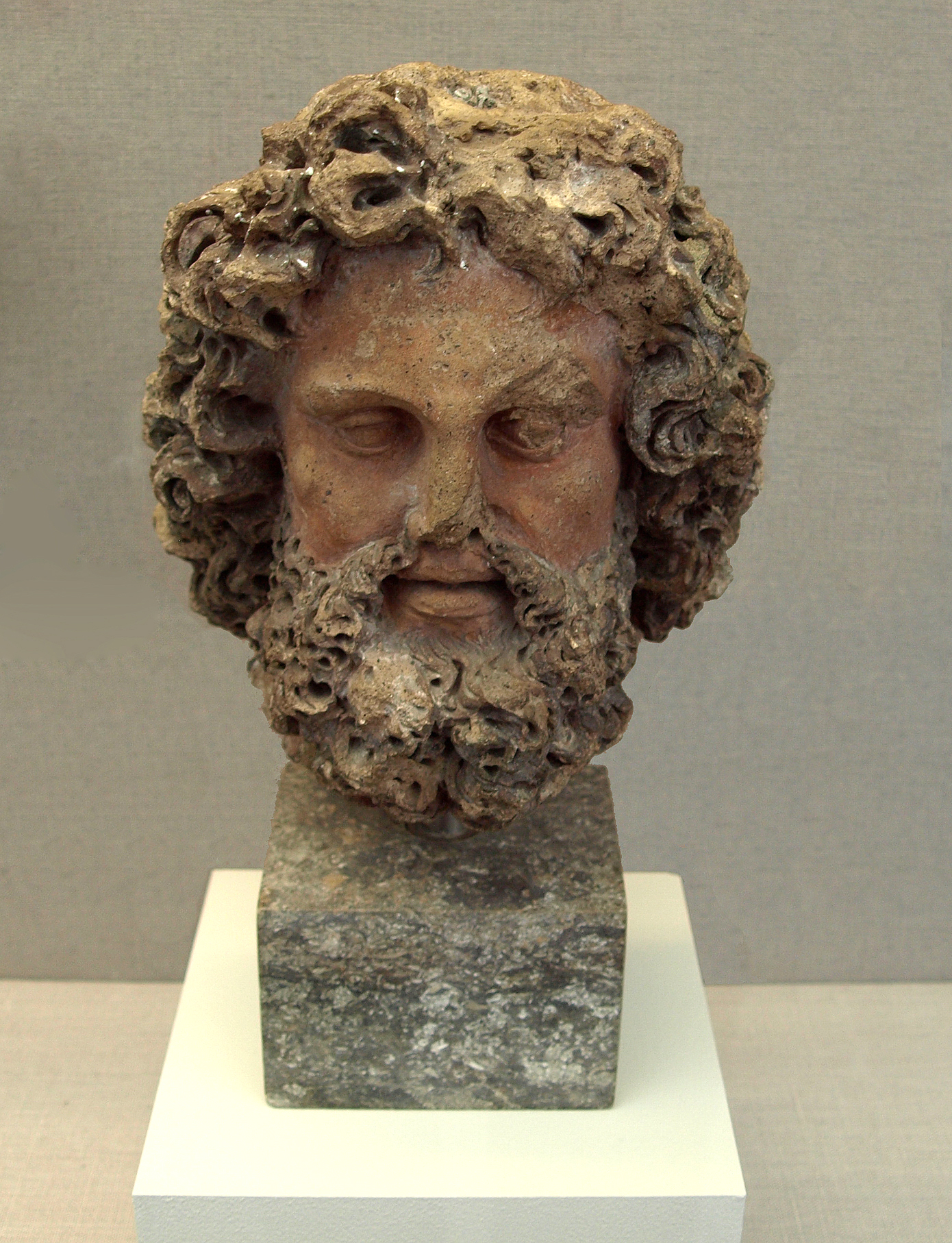
Tinia (terakotová busta, 300-250 př. n. l., Staatliche Antikensammlungen, Mnichov

Tinia, Tin nebo Tins byl nejvyšší bůh Etrusků.
Je znám v několika podobách, na některých zachovalých zobrazení je podoben řeckému Diovi. Mezi jeho atributy, kromě blesku, patří žezlo a oštěp. Používá tři rozdílné druhy blesků, jeden, jehož úderem varuje, silnější, který smí použít po poradě dvanácti božstev a ničivý, jehož užití schvaluje zvláštní skupina bohů.
S manželkou Turan, bohyní plodnosti nebo podle jiných pramenů Uni, vládkyní vesmíru, žije v severní části oblohy.